# زیردریایی کلاس ایثن الن
زیردریایی کلاس ایثن الن (به انگلیسی: Ethan Allen-class submarine) یک کلاس از زیردریایی است که طول آن ۴۱۰ فوت ۴ اینچ (۱۲۵٫۱ متر) می‌باشد.